# 라테라노궁

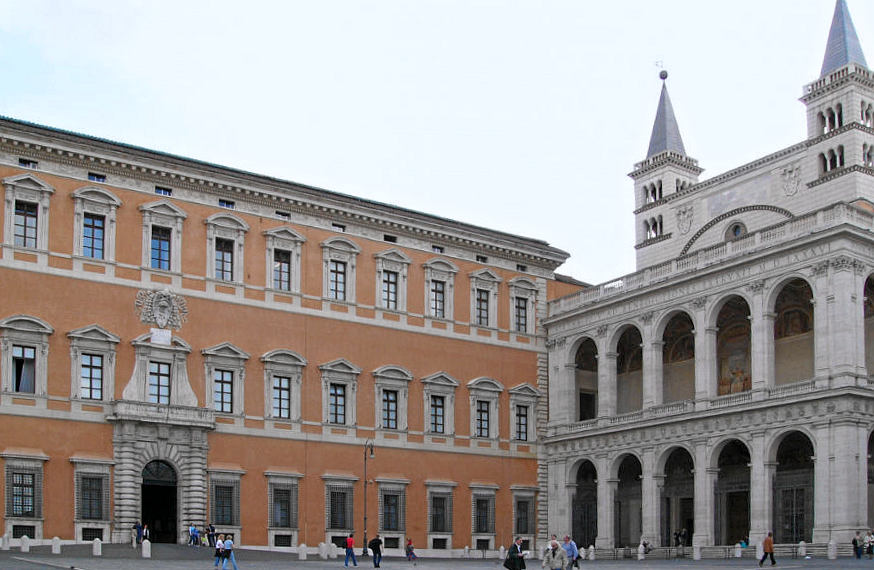
산 조반니 인 라테라노 대성전과 광장 그리고 궁전.

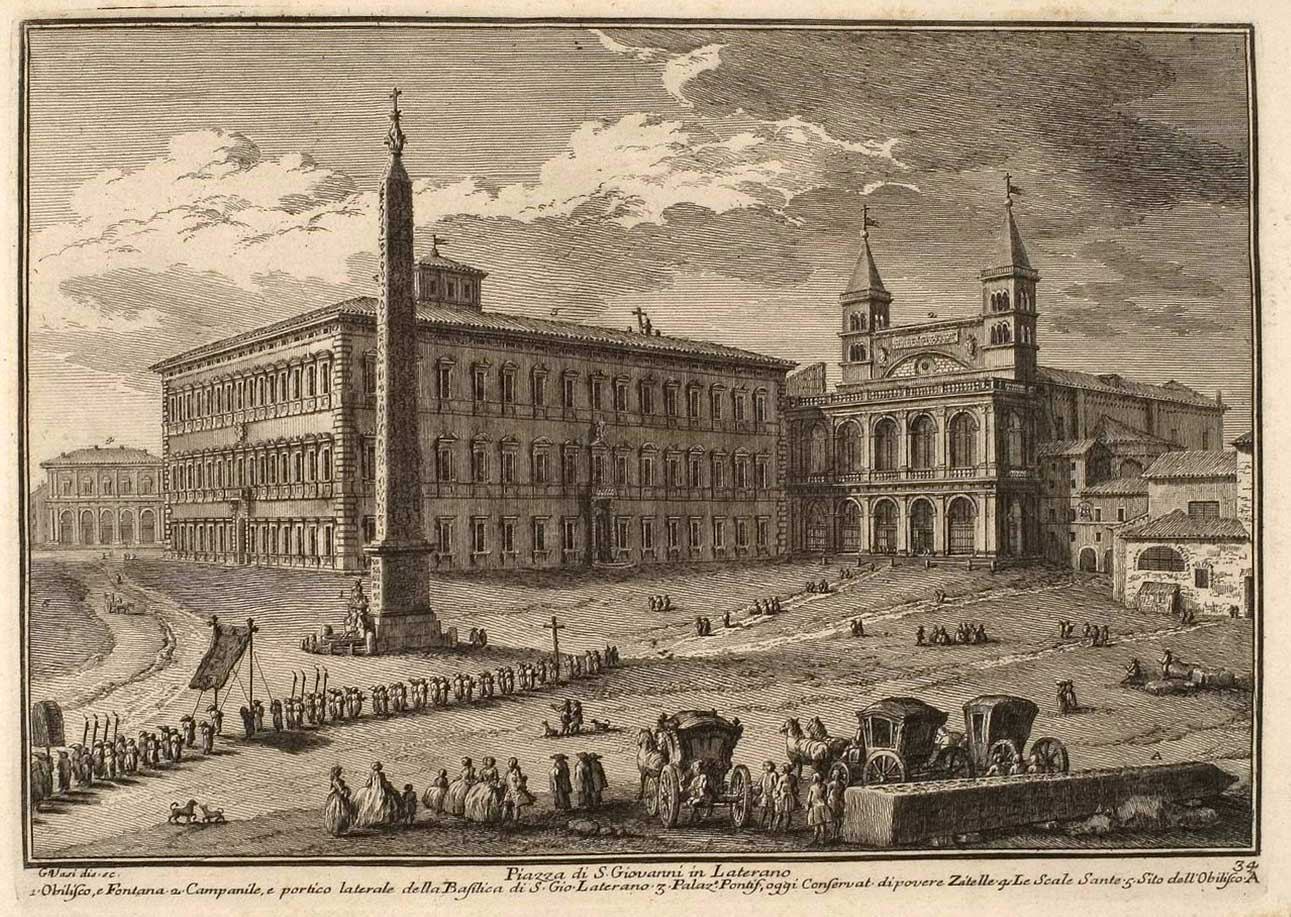
라테라노궁과 투트모스 3세의 오벨리스크, 우측에는 산 조반니 인 라테라노 대성전. 18세기의 판화.

라테라노궁(이탈리아어: Palazzo Laterano)은 로마 제국 시대 때 지어진 궁전으로, 나중에 교황의 궁전이 되었다. 산 조반니 인 라테라노 대성전과 인접해 있으며, 오늘날에는 박물관이 되어 있다.

## 역사
4세기 초에 로마 황제 콘스탄티누스 1세가 기독교를 공인하고 난 후 교황 실베스테르 1세에게 주거지로 제공하였으며(여기까지는 콘스탄티누스 기증장의 내용이며, 이 콘스탄티누스 기증장은 르네상스 시기 인문학자인 로렌초 발라의 검증에 의해 교회의 이익 수호를 위해 만든 위조문서인 것으로 확인되었다) 이후 약 1,000년간 역대 교황은 라테라노궁에 기거하였다.
10세기, 교황 세르지오 3세는 화재로 소실된 궁전을 수리하였으며, 거기에 단테가 “인간의 실적을 뛰어넘는다.”라며 칭송할 만큼 교황 인노첸시오 3세가 호화스럽게 치장하였다.
그러나 아비뇽 유수기에 들어서면서 교황이 로마를 비우게 되자, 자연스레 라테라노 궁전은 쇠퇴해져가기 시작했다. 1307년과 1361년의 화재로 수복이 불가능할 만큼 소실되어 아비뇽에서 많은 인부들이 재건하는 데 파견되었지만, 본모습으로 돌아오지 못했다. 교황이 로마에서 돌아왔을 때, 산타 마리아 트라스테베레 성당과 그 다음에 성모 대성전, 최종적으로 바티칸에 거주하게 되면서 교황궁으로서의 능력을 상실하였다. 교황 식스토 5세는 건물을 무너뜨려, 오늘날의 작은 건축물을 하나 세웠다.